# 瑞芒库尔
瑞芒库尔（法語：Jumencourt，法語發音：[ʒymɑ̃kuʁ]）是法国上法蘭西大區埃纳省的一个市镇，属于拉昂区。

## 地理
瑞芒库尔（49°30'31"N, 3°21'14"E）面积6.2 平方千米，位于法国上法蘭西大區埃纳省，该省份为法国北部内陆省份，北起北部省，西接索姆省和瓦兹省，东临阿登省和马恩省，西南至塞纳-马恩省，东北部与比利时接壤。
与瑞芒库尔接壤的市镇（或旧市镇、城区）包括：巴索勒欧莱尔、库西堡-欧夫里克、库西城、克雷西欧蒙、朗德里库尔、勒伊苏库西。

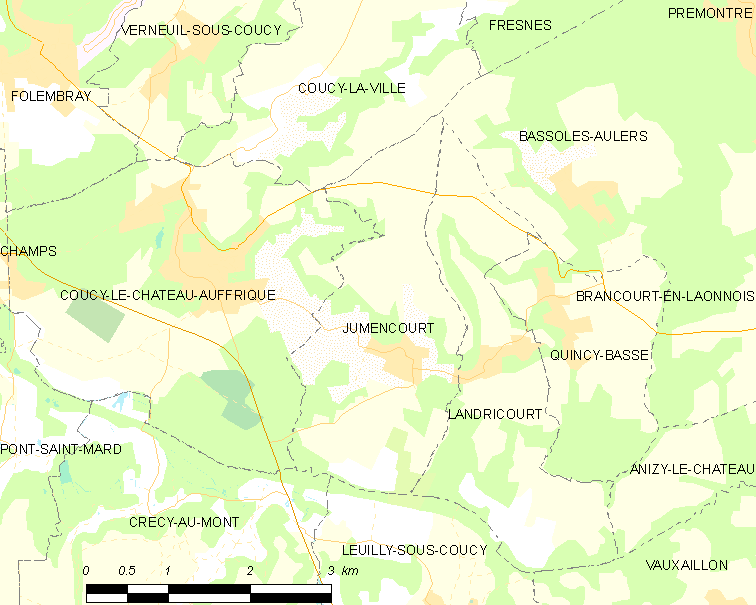
瑞芒库尔的OSM定位图

瑞芒库尔的时区为UTC+01:00、UTC+02:00（夏令时）。

## 行政
瑞芒库尔的邮政编码为02380，INSEE市镇编码为02395。

## 政治
瑞芒库尔所属的省级选区为埃纳河畔维克县。

## 人口

1962-2008年间瑞芒库尔人口变化图示

瑞芒库尔于2022年1月1日时的人口数量为126人。